# King Biscuit Flower Hour Presents Ringo and His New All-Starr Band
Albums de Ringo Starr
The Anthology... So Far
(2001) Ringo Rama
(2003)
King Biscuit Flower Hour Presents Ringo and His New All-Starr Band est le 4e album live de Ringo Starr, ancien batteur des Beatles, avec son nouveau All-Starr Band. Le principe de ce groupe musical à géométrie variable est de s'entourer de musiciens célèbres et d'élargir le répertoire, ne se limitant plus aux chansons des Beatles et à celles de la carrière solo du batteur. On y retrouve ici Greg Lake du trio Emerson, Lake and Palmer à la basse et au chant, Roger Hodgson de Supertramp à la guitare, au piano et au chant, Ian Hunter de Mott The Hoople à la guitare et au chant, Sheila E. de l'entourage de Prince à la batterie, aux percussions et au chant, ainsi que Howard Jones aux claviers et au chant ainsi que Mark Rivera au saxophone. Tous, à l'exception du saxophoniste, ont chanté une ou deux chansons de leur répertoire personnel.

## Le All-Starr Band
- Ringo Starr : Chant, batterie
- Roger Hodgson : Guitare, piano, chant
- Ian Hunter : Guitare, chant
- Greg Lake ; Basse, guitare acoustique et chant (sur Lucky Man)
- Howard Jones : Claviers, piano, solo de synthétiseur (sur Lucky Man), chant
- Mark Rivera : Saxophone
- Sheila E. : Batterie, percussions, chant

## Liste des chansons
1. Photograph (Richard Starkey/George Harrison) – 4:21
2. Act Naturally (Voni Morrison/Johnny Russell) – 2:32
3. The Logical Song (Rick Davies/Roger Hodgson) – 3:55 Par Roger Hodgson
4. No One Is to Blame (Howard Jones) – 6:11 Par Howard Jones
5. Yellow Submarine (John Lennon/Paul McCartney) – 3:07
6. Give a Little Bit (Rick Davies/Roger Hodgson) – 5:13 Par Roger Hodgson
7. You're Sixteen (Robert B. Sherman, Richard M. Sherman) – 2:37
8. The No-No Song (Hoyt Axton/David Jackson) – 3:20
9. Back Off Boogaloo (Richard Starkey) – 3:57
10. Glamorous Life (Prince) – 9:18 Par Sheila E.
11. I Wanna Be Your Man (John Lennon/Paul McCartney) – 4:01
12. Lucky Man (Greg Lake) – 4:44 Par Greg Lake
13. Take the Long Way Home (Rick Davies/Roger Hodgson) – 4:44 Par Roger Hodgson
14. All The Young Dudes (David Bowie) – 5:35 Par Ian Hunter
15. Don't Go Where the Road Don't Go (Richard Starkey/Johnny Warman/Gary Grainger) – 4:39
16. With a Little Help from My Friends (John Lennon/Paul McCartney) – 5:34